# 明山 (伊尔根觉罗氏)
明山（1711年—1779年），字岱雲，号鲁瞻，伊爾根覺羅氏，滿洲正藍旗，清朝政治人物

## 生平
襲世管佐領，任正蓝旗满洲第一㕘领第十一佐领（载《钦定八旗通志》）。雍正十年，擔任參領。乾隆九年，擔任主事、直軍機處。乾隆十年，擔任戶部主事。乾隆二十年，擔任戶部員外郎，署甘肅寧夏道。后改任甘肅寧夏道。乾隆二十二年，擔任山西按察使。乾隆二十四年，擔任浙江布政使，護浙江巡撫。乾隆二十七年，署江西巡撫、廣東巡撫。乾隆二十八年，擔任陝西巡撫。乾隆二十九年，署兩廣總督。乾隆三十年，任江西巡撫。乾隆三十年，署兩廣總督。乾隆三十一年，調任陝西巡撫。乾隆三十二年，署西安將軍，任陝甘總督。后擔任烏嚕木齊領隊大臣。乾隆四十年，擔任烏里雅蘇臺參贊大臣。有子海寧、海廣、海昇、海慶。一女嫁福康安、一女嫁奉国将军積拉憫。